# Souleymane Pamousso
Souleymane Pamousso est un coureur cycliste ivoirien.
Il se distingue particulièrement durant l'année 2007, en remportant cinq des huit étapes du Tour de l'or blanc, dont le classement final est revenu à son coéquipier Kouamé Lokossué. En 2006, il a remporté la course de Bouaké, organisée par la Fédération Ivoirienne de Cyclisme en zone non-gouvernementale.

## Palmarès
- 2002
  -  Champion de Côte-d'Ivoire contre-la-montre

- 2005
  - 10e étape du Tour de l'or blanc

- 2007
  - 2e, 5e, 6e, 7e et 8e étapes du Tour de l'or blanc
  - 2e du Tour de l'or blanc